# 이녹 아든

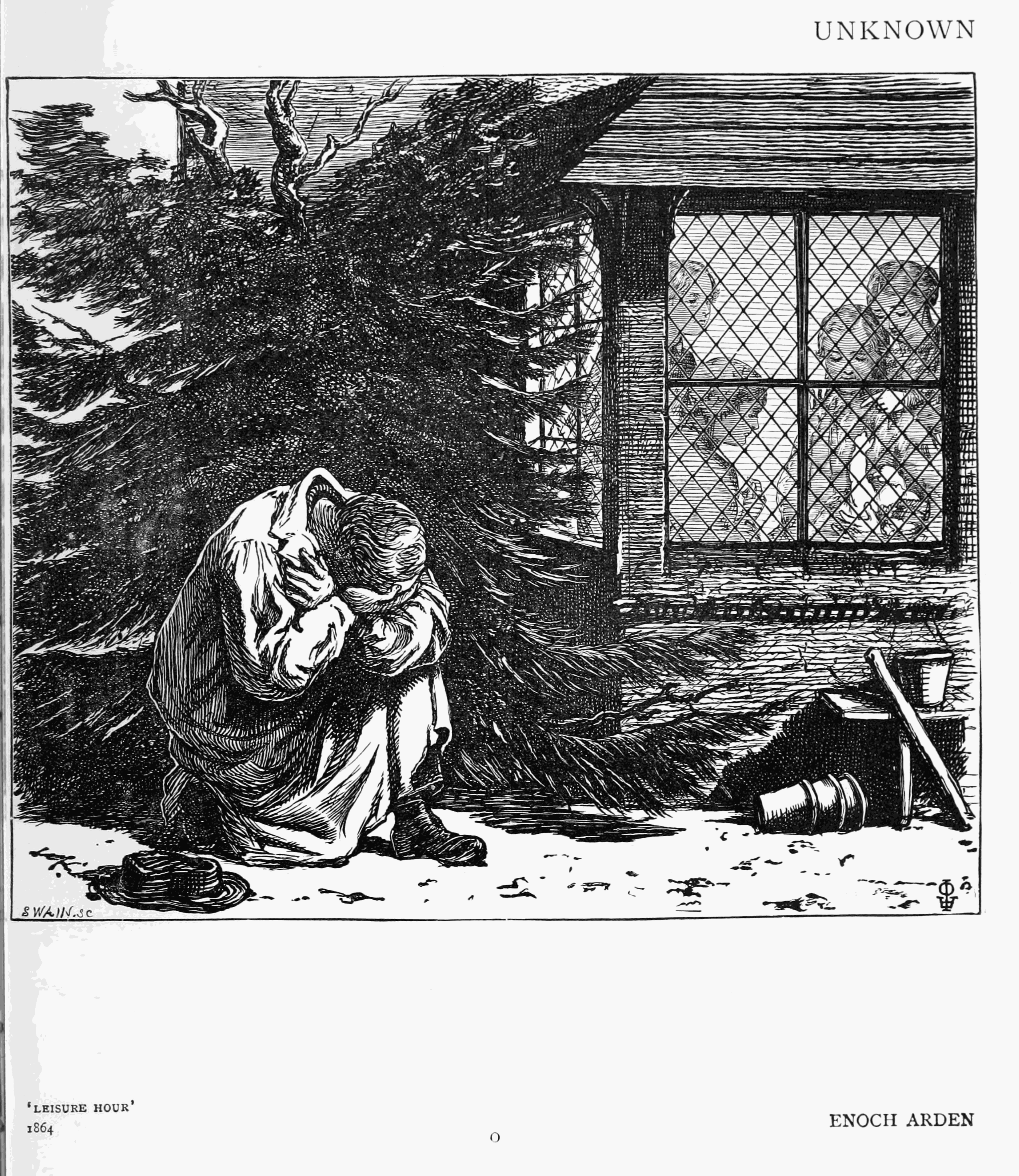

이녹 아든(Enoch Arden, 1864년)은 테니슨 작 서사시이다.
영국의 어촌에서 일어난 선량한 사람 사이의 비극이다. 처자의 행복을 위하여 고기잡이를 집어치우고 선원이 된 주인공은 배가 난파하여 무인도에서 10년이란 세월을 보내게 되는데 그의 아내는 그가 익사했다고 생각하여 어릴 적부터 사귀었던 친구의 구혼을 받아들여 아이들과 더불어 행복하게 지낸다. 기적적으로 섬에서 구출되어 이녹은 귀향하였으나 처자와 벗의 행복을 위하여 몸을 숨겨 고독한 생활을 하다가 그가 죽은 후에 사정을 알게 된 마을사람들이 동정어린 눈물을 흘린다. 출판하자 곧 최고의 인기를 얻어 테니슨을 국민시인으로 만든 작품이다.